# Иново (Витебская область)
Иново (бел. Інава) — деревня в Браславском районе Витебской области Беларуси. Входит в состав Тетерковского сельсовета.

## География
Деревня находится в западной части Витебской области, на юго-западном берегу озера Иново, к северу от автодороги Н-2103, на расстоянии приблизительно 11 километров (по прямой) к юго-востоку от города Браслав, административного центра района. Абсолютная высота — 153 метра над уровнем моря. Площадь населённого пункта — 0,119 км².

## История
По состоянию на 1905 год, в деревне Иново 2-е проживало 110 человек (57 мужчин и 53 женщины). В административном отношении входила в состав Иодской волости Дисненского уезда Виленской губернии.
В 1921 году входила в состав гмины Йоды Дисенского повета Виленского воеводства Второй Польской республики. Числилось 102 жителя (46 мужчин и 56 женщин), проживавших в 20 домах. В этническом составе населения того периода белорусы составляли 80,4 %, поляки — 19,6 %. В конфессиональном составе населения преобладали католики (97 %), также были представлены православные христиане (3 %).

## Население
По данным переписи 2019 года, в деревне проживало 3 человека.
| Год  | Население, человек |
| ---- | ------------------ |
| 1905 | 110                |
| 1921 | ↘ 102              |
| 2009 | ↘ 4                |
| 2019 | ↘ 3                |